# Callomyia coei
Callomyia coei är en tvåvingeart som beskrevs av Kessel 1966. Callomyia coei ingår i släktet Callomyia och familjen svampflugor.
Artens utbredningsområde är Nepal. Inga underarter finns listade i Catalogue of Life.